# Kid Galahad
Kid Galahad er en amerikansk farvefilm fra 1962. Filmen, hvis hovedrolle blev spillet af Elvis Presley, blev produceret af David Weisbart på United Artists og havde Phil Karlson som instruktør.
Filmen blev indspillet fra november til den 21. december 1961 og havde premiere den 29. august 1962. Den havde dansk premiere den 27. februar 1963.
Kid Galahad var den tiende i en lang række af film med Elvis Presley. Filmen handler om en ung bokser som i starten af sin karriere bliver udsat for en række beskidte kneb og forsøg på snyd. Han vinder dog til sidst, og alt ender godt. Historien er skrevet af William Fay på basis af en artikel af Francis Wallace, som blev bragt i avisen Saturday Evening Post i 1930'erne.
Kid Galahad blev optaget i Idyllwild i Californien og havde, foruden Presley, yderligere et par stærke navne på rollelisten, bl.a. Gig Young, Joan Blackman og Charles Bronson.
Filmen er en genindspilning af en Warner Brothers-film med samme titel fra 1937 med bl.a. Edward G. Robinson, Bette Davis og Humphrey Bogart. United Artists havde købt rettighederne til den oprindelige version på tidspunktet hvor 1962-versionen blev udsendt.
Den danske titel på Kid Galahad var Kid Galahad.

## Musik
Kid Galahad var den første Elvis-film uden en titelmelodi. Filmen manglede dog ikke af den grund sange, idet der undervejs var indlagt seks, som alle blev sunget af Elvis Presley.
De seks sange var:
- "King Of The Whole Wide World" (Bob Roberts, Ruth Batchelor)

indspillet hos Radio Recorders i Hollywood den 27. oktober 1961
- "This Is Living" (Ben Weisman, Fred Wise)

indspillet hos Radio Recorders i Hollywood den 27. oktober 1961
- "Riding The Rainbow" (Ben Weisman, Fred Wise)

indspillet hos Radio Recorders i Hollywood den 26. oktober 1961
- "Home Is Where The Heart Is" (Hal David, Sherman Edwards)

indspillet hos Radio Recorders i Hollywood den 26. oktober 1961
- "I Got Lucky" (Ben Weisman, Dolores Fuller, Fred Wise)

indspillet hos Radio Recorders i Hollywood den 27. oktober 1961
- "A Whistling Tune" (Sherman Edwards, Hal David)

indspillet hos Radio Recorders i Hollywood den 26. oktober 1961
I Danmark er især to af sangene blevet kendt af et bredere publikum, nemlig den rockende "King Of The Whole Wide World" og den lidt mere stille ballade "I Got Lucky".